# National Security Bureau
National Security Bureau è l'agenzia di spionaggio della Repubblica di Cina. È stato istituito nel 1955. Il suo direttore è Shi Hwei-Yow.
Il servizio è autorizzato a svolgere un lavoro di intelligence nazionale, e svolge il suo lavoro come servizio di protezione speciale, e di crittografia delle informazioni in possesso. L'attuale direttore è Tsai Chao-ming, nominato nel 2004.